# Cap Enfants
 (novembre 2020).
Cap Enfants est un réseau de crèches d’entreprises en France. La société a développé sa propre pédagogie : la pédagogie musicale.

## Présentation
L’entreprise a été fondée en 2005 par Claudia Kespy-Yahi. Celle-ci crée alors le concept de crèche musicale, lieu d’accueil de la petite enfance fondé sur l’éveil culturel et artistique comme outil d’ouverture au monde, de développement du langage et de préparation à l’apprentissage des langues étrangères.
La première crèche a été ouverte en 2006 à Gennevilliers. L’entreprise compte aujourd’hui huit crèches à Massy, Argenteuil, Cergy, Gennevilliers, Levallois-Perret et Créteil.

## Pédagogie
Cap Enfants développe sa propre pédagogie pour favoriser le développement cognitif, moteur et social de l’enfant par l’éveil des cinq sens et notamment par la musique. 
Cette pédagogie est conçue avec une musicologue et est parrainée par le psychosociologue Jean Epstein.
En 2016, les premiers résultats d’une étude supervisée par Marie-Thérèse Le Normand, directrice de recherches émérite à l'Inserm et Chantal Caracci Simon, docteur en psycholinguistique, ont permis de mesurer l’impact de la pédagogie, en particulier sur l’acquisition du vocabulaire et le raisonnement logique.
Cap Enfants a créé pour ses crèches un outil pédagogique, la Bulle Musicale, qui propose aux enfants des modules sonores et visuels, élaborés avec une musicologue et un ingénieur du son, pour une qualité sonore optimale. Elle commercialise aujourd’hui cet équipement auprès des lieux d’accueil de la petite enfance, en France et à l’étranger (au Japon). Istres (Bouches-du-Rhône) a été la première commune en France à louer cet outil pour l'une de ses crèches municipales.
En novembre 2020, pendant la période du deuxième confinement lié à l’épidémie de covid-19 en France, Cap Enfants décide d’apporter son soutien aux intermittents du spectacle en permettant à des artistes de se produire en crèche. Cette démarche "Artistes en crèche" s'inscrit dans la pédagogie musicale du groupe,.

## Prix et récompenses
En 2016, Cap Enfants a reçu un Décibel d’Argent, dans le cadre du concours organisé par le Conseil national du bruit, « pour son concept de crèche à haute qualité acoustique, et son projet pédagogique de développement de l’écoute des jeunes enfants au travers notamment d’une bulle musicale ».

### Ouvrage
- Claudia Kespy-Yahi, Petite enfance : de la musique avant toute chose ! Des neurosciences aux crèches musicales, Paris, Dunod, 16 octobre 2019 (ISBN 978-2-10-077840-9 et 2-10-077840-4)